# Eusterinx alutacea
Eusterinx alutacea är en stekelart som beskrevs av Dasch 1992. Eusterinx alutacea ingår i släktet Eusterinx och familjen brokparasitsteklar. Inga underarter finns listade i Catalogue of Life.